# Hodejegerne (filme)
Hodejegerne é um filme teuto-norueguês de 2011, realizado por Morten Tyldum e adaptado por Lars Gudmestad e Ulf Ryberg, a partir da obra homónima de Jo Nesbø. Na sua semana de estreia foi visto por mais de 104 000 espectadores noruegueses, tornando-se assim a segunda melhor semana de abertura do cinema norueguês, atrás de Max Manus. Tem sido aclamado pela crítica, seguindo os passos de outros sucessos cinematográficos do género "policial escandinavo".
Está planeado um remake americano, com o argumento a ser escrito pelo britânico Sacha Gervasi.

## Sinopse
Roger Brown é um caça-talentos realizado, que mantém uma vida dupla como ladrão de arte para pagar o seu estilo de vida. Os seus 1,68 m de altura dão-lhe o complexo de Napoleão, pelo que ele sente a necessidade de "compensar" a sua esposa, a bela e alta Diana, com presentes acima das suas possibilidades financeiras. Contudo, Diana quer apenas ter um filho.
Através de Diana, na inauguração da sua galeria de arte, Roger é apresentado a Class Greve, um ex-mercenário e gestor de topo na indústria eletrónica, candidato perfeito para gerir a sua pequena empresa. Mais tarde, ele descobre que Greve está na posse de uma valiosa pintura de Peter Paul Rubens e prepara-se para o próximo roubo. Esta é uma oportunidade única para Roger se livrar de todos os seus problemas financeiros. Quando Roger vai ao apartamento de Greve descobre algo que vira toda a sua vida de cabeça para baixo, e em breve terá de fugir para não ser caçado…

## Elenco
- Aksel Hennie… Roger Brown
- Nikolaj Coster-Waldau… Clas Greve
- Synnøve Macody Lund… Diana Brown
- Julie Ølgaard… Lotte
- Eivind Sander… Ove